# كريستوفر ماكراي
كريستوفر ماكراي هو سياسي أسترالي، ولد في 27 يونيو 1863، وتوفي في 3 سبتمبر 1924. انتخب عضو المجلس التشريعي لنيوساوث ويلز ‏.